# Wally Tax
Wladimir (Wally) Tax (Amsterdam, 14 februari 1948 - aldaar, 10 april 2005) was een Nederlandse zanger en componist.

## Biografie

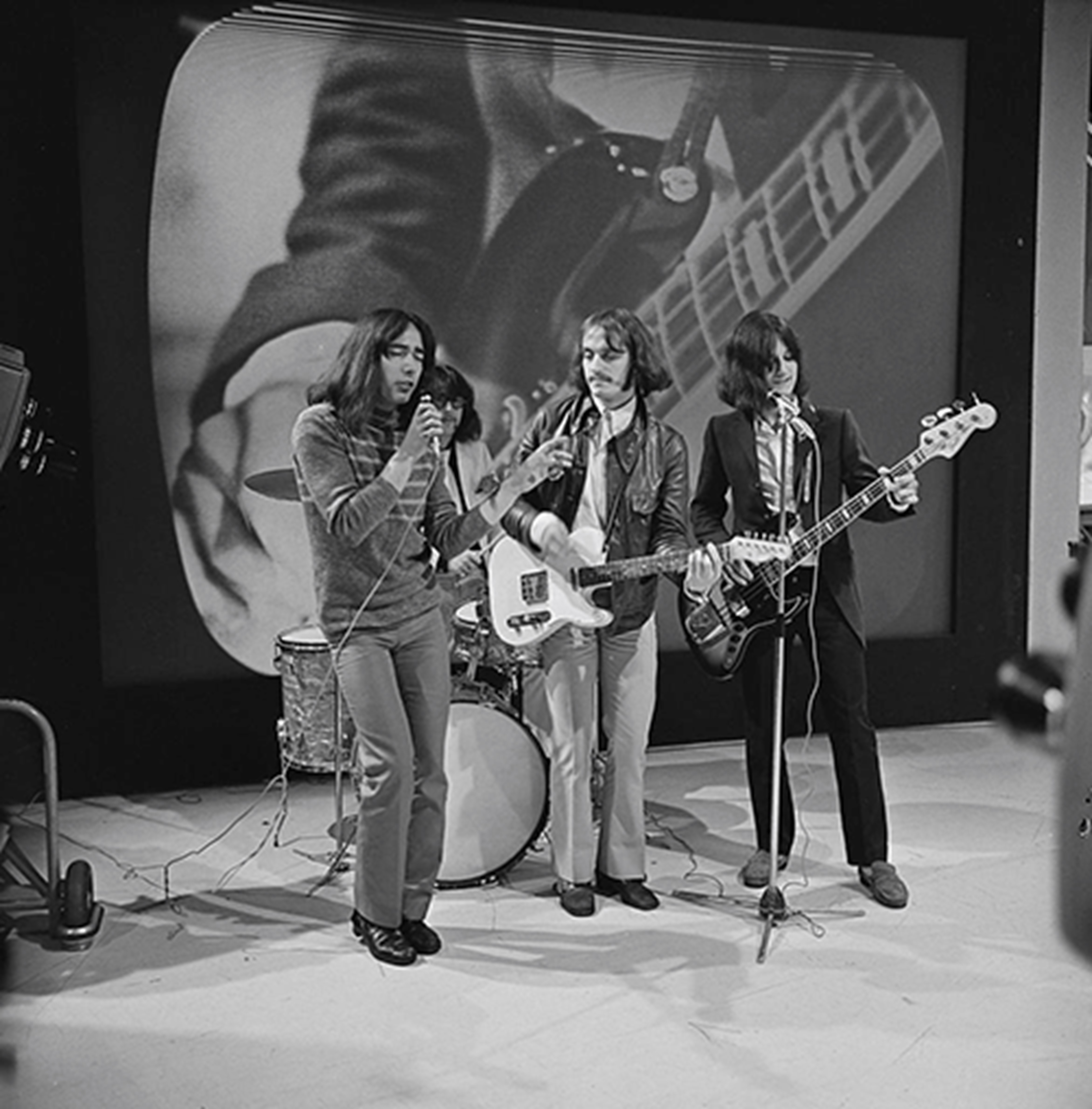
The Outsiders (Fenklup, 1968)

Tax werd geboren als zoon van een Nederlandse vader en een Oekraïense moeder die elkaar in een Duits werkkamp van de Arbeitseinsatz hadden leren kennen. Hij begon als zanger van de Amsterdamse band The Outsiders, die hij op 12-jarige leeftijd oprichtte. De eerste single You mistreat me kwam in 1965 uit. De bandleden van het eerste uur waren, naast Tax: Ronnie Splinter (sologitaar), Tom Krabbendam (slaggitaar), Appie Rammers (basgitaar) en Leendert Busch (drums).
De groep brak door toen zij in maart 1966 in het voorprogramma van The Rolling Stones speelde. The Outsiders tekenden een platencontract bij Willem Duys' label Relax en hadden enkele hits achter elkaar: Lying all the time, Keep on trying en Touch behaalden alle een top 10-notering. Ook in 1967 scoorden Tax en zijn band hit na hit. Monkey on your back en Summer Is Here haalden de top-10. Wally Tax had in dat jaar ook twee solohits met I sat and thought and wondered why (6 weken Top 40) en Let's forget what I said (8 weken Top 40). Deze laatste singles vielen op doordat zij heel melodisch en ruim georkestreerd waren. Ze stonden ver af van het Outsiders-repertoire.
Vrijwel alle hits van The Outsiders zijn gezongen in een even smeuïg als uniek Mokum-Engels. In 1968 ging het bergafwaarts met de band. Tax en de andere bandleden werden het niet eens over hoe de band zich muzikaal moest ontwikkelen en in 1969 ging de band uit elkaar. Tax richtte samen met Leendert Busch de band Taxfree op. Even leek het grote succes te lonken toen de groep in september 1970 een elpee mocht opnemen in de Electric Lady Studio's van Jimi Hendrix (die tijdens de week dat Taxfree haar plaat opnam overleed in Londen). Nog voordat de elpee in Nederland verkrijgbaar was had Tax de groep al opgeheven om solo verder te gaan. De plaat Taxfree, een Nederlands voorbeeld van melodische soft rock, ging slechts een paar honderd keer over de toonbank en is nu een gezocht collector's item.
In 1973 ging Tax definitief solo. Hij scoorde vier hits in 1974, waaronder Miss Wonderful en It ain't no use. Dat jaar ontving Tax de Zilveren Harp. Zijn laatste hit als uitvoerend muzikant was in 1977 met Let's dance. Vanaf dat moment was Tax actief als schrijver voor onder anderen Lee Towers (It's raining in my heart) en de band Champagne (Rock 'n'Roll Star, Oh me oh my goodbye en Valentino).
Tax was vanaf 1978 de levensgezel van schrijfster Laurie Langenbach, die in 1984 overleed aan baarmoederhalskanker. Zij was in de laatste jaren van haar leven in de ban geraakt van de macrobiotische goeroe Adelbert Nelissen, directeur van het Kushi-Instituut. Jaren later, nadat Roel van Duijn een strafklacht had ingediend tegen Nelissen, die Van Duijns voormalige echtgenote van de reguliere geneeskunde zou hebben weggehouden, deed Tax op 20 oktober 1998 alsnog aangifte. Nelissen zou in 2006 veroordeeld worden tot een geldboete, maar de naam van Langenbach werd in de uitspraak van de rechter niet genoemd.
Na de dood van Langenbach ging het verder bergafwaarts met Tax. Gevraagd in een kaas-en-wijnwinkeltje in De Pijp of hij een grote dan wel een kleine fles op het oog had, antwoordde Tax, die in de jaren zeventig met zijn zilveren kostuums zo'n opzien baarde in de tram dat de controleur te verbouwereerd was om zijn "kaartje naar Mars" te controleren: "Ach, ooit was ik groot, en nú ...?"
De voormalige leden van The Outsiders waren in de jaren negentig van elkaar vervreemd en onderhielden geen contact meer. Het project van Jerome Blanes om een biografie te schrijven bracht de bandleden kortstondig bij elkaar. Gelijktijdig met de uitgave van de biografie ondernamen The Outsiders een weinig geslaagde reünie-tournee in 1997. Vooral de drugsverslaving en het bijbehorende eigenzinnige gedrag van Tax deed de reünie al snel op niets uitlopen.
Op de 50e verjaardag van Tax, 14 februari 1998, verscheen zijn autobiografie Tot hier en dan verder, geschreven door journaliste Etty Huizing. Hierin gaf de zanger een geromantiseerd beeld van zijn leven. Zo gaf hij hoog op van zijn vriendschap met de Amerikaanse singer-songwriter Tim Hardin, zou hij bij Elvis Presley op bezoek zijn geweest, hebben opgetreden tijdens het legendarische Woodstock-festival in 1969 en het bed hebben gedeeld met de jong gestorven Amerikaanse zangeres Janis Joplin. Volgens biograaf Rutger Vahl is er echter geen bewijs voor deze verhalen en zijn sommige anekdotes (bijvoorbeeld over Woodstock) aantoonbaar onjuist. Tax zou stelselmatig een web van verzinsels om zich hebben gesponnen. De zanger was na zijn Outsiders-tijd in een gat gevallen en wilde met zijn mooie verhalen zijn leven succesvoller doen lijken dan het was. Zo lukte het hem nimmer, ook al beweerde hij het tegendeel, af te kicken van de heroïne. Zelf schreef Tax zijn geestelijke problemen (en drank- en drugsverslavingen) toe aan zijn jeugd met een getraumatiseerde moeder. Zij had tijdens de Tweede Wereldoorlog verschrikkelijke dingen meegemaakt. Haar lot had de jonge Wally al vroeg een sombere kijk op het leven gegeven, zo vertelde hij onder meer in een interview met Ischa Meijer in Vrij Nederland. Eind 1998 was de documentaire "Wally Tax - Outsider" gemaakt door Martijn de Groot  als afstudeerproject op de Nederlandse Film Academie, te zien tijdens het IDFA.
In 2002 verscheen de laatste plaat van Wally Tax, die hierop begeleid werd door een band met onder meer Jack of Hearts bassist George Oostdijk, die vanaf midden jaren negentig ook de manager van Tax was. Met de cd The Entertainer keerde Tax gedeeltelijk terug naar de gitaarrock waarmee het ooit begonnen was. De plaat flopte en Tax zakte terug in zijn verslavingen.

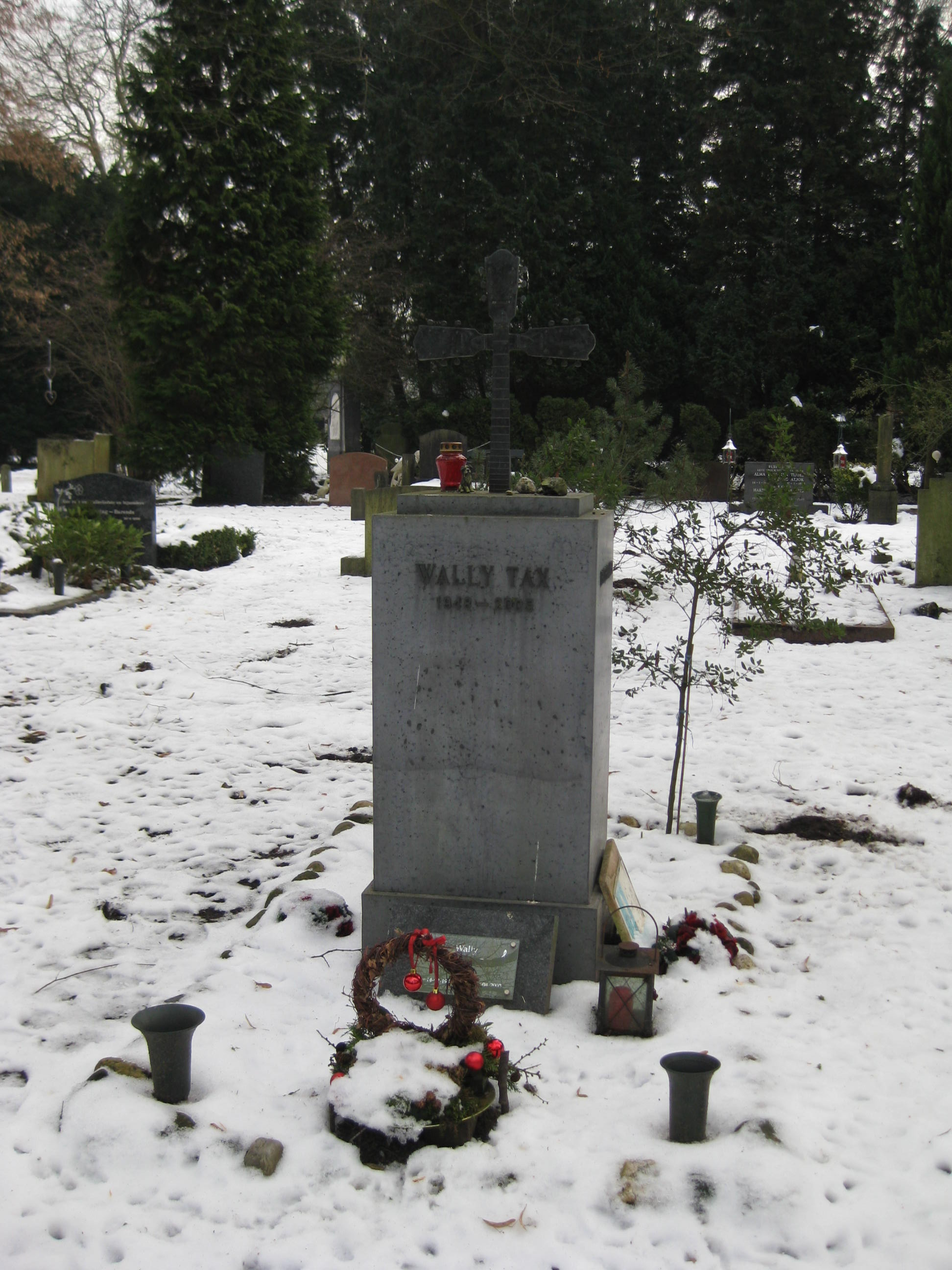
Graf van Wally Tax

Tax overleed op 57-jarige leeftijd in zijn woning te Amsterdam. Na zijn dood vertelde een buurtbewoner aan AT5 dat Tax vaak een klein bedrag bij hen kwam 'lenen'. Nooit een rond bedrag, maar immer het afgepaste bedrag dat hij tekort kwam om een 'tramkaartje' te kunnen kopen. De buurtbewoners waren aan deze vorm van artiestenbelasting gewoon geraakt en spraken onderling van "de Wally-taks". Dat de zanger het geld niet besteedde aan het openbaar vervoer maar aan een borrel vergaven ze hem.
Tax is begraven op de De Nieuwe Ooster in Amsterdam. Na een inzamelactie en een benefietconcert in Paradiso kon precies een jaar na Tax' dood een grafmonument worden geplaatst. Het is vervaardigd door Meinbert van Soest en bestaat uit een monumentaal blok steen met aan de linkerkant 'outsider' en rechts 'entertainer'. Op het blok steen staat een kruis van gitaarhalzen.
In april 2015 verscheen zijn biografie Leven en lijden van een outsider, geschreven door Rutger Vahl.

## Discografie
Tax had vier hits in 1974: Miss Wonderful, It ain't no use, Evidently en Bridges are burning. Zijn laatste hit was in 1977 met Let's dance.

### Albums
- 1967 - Love In
- 1971 - Tax Free (als Tax Free)
- 1973 - On My Own (zelfde tracks als het album Love In uit 1967)
- 1974 - Wally Tax
- 1975 - Tax Tonight
- 1989 - Springtime in Amsterdam (met The Music)
- 2002 - The Entertainer
- 2013 - Bridges Are Burning  (Verzamelalbum)
- 2015 - The Golden Years of Dutch Pop Music (A&B Sides and More) (Verzamelalbum)
- 2017 - Cloudburst - Complete Album Collection (met The Outsiders)

### Singles
| Single met eventuele hitnotering(en) in de Nederlandse Top 40 | Datum van verschijnen | Datum van binnenkomst | Hoogste positie | Aantal weken | Opmerkingen                 |
| ------------------------------------------------------------- | --------------------- | --------------------- | --------------- | ------------ | --------------------------- |
| I sat and thought and wondered why                            | 1967                  | 15-04-1967            | 17              | 6            | No. 18 in de Single Top 100 |
| Let's forget what I said                                      | 1967                  | 02-09-1967            | 11              | 8            | No. 10 in de Single Top 100 |
| I won't feel alone                                            | 1968                  | -                     | Tip 2           | -            |                             |
| Crown of creation (for Marjolein)                             | 1972                  | -                     | -               | -            | met Bamboulé                |
| Miss Wonderful                                                | 1973                  | 05-01-1974            | 11              | 6            | No. 7 in de Single Top 100  |
| It ain't no use                                               | 1974                  | 23-03-1974            | 13              | 8            | No. 13 in de Single Top 100 |
| Evidently                                                     | 1974                  | 20-07-1974            | 21              | 4            | No. 28 in de Single Top 100 |
| Bridges are burning                                           | 1974                  | 23-11-1974            | 26              | 4            | No. 19 in de Single Top 100 |
| This girl is mine                                             | 1975                  | -                     | Tip 6           | -            |                             |
| It's too late                                                 | 1975                  | -                     | -               | -            |                             |
| Let's dance                                                   | 1976                  | -                     | -               | -            |                             |
| Springtime in Amsterdam                                       | 1989                  | -                     | -               | -            | met The Music               |
| Beautiful friendship                                          | 1990                  | -                     | -               | -            | met The Music               |

| Single met hitnotering(en) in de Vlaamse Ultratop 50 | Datum van verschijnen | Datum van binnenkomst | Hoogste positie | Aantal weken | Opmerkingen |
| ---------------------------------------------------- | --------------------- | --------------------- | --------------- | ------------ | ----------- |
| Miss Wonderful                                       | 1973                  | 09-02-1974            | 4               | 8            |             |
| It ain't no use                                      | 1974                  | 06-04-1974            | 11              | 8            |             |
| Evidently                                            | 1974                  | 20-07-1974            | 28              | 2            |             |

### NPO Radio 2 Top 2000
| Nummers met noteringen in de NPO Radio 2 Top 2000 | '00  | '01  | '02-'03 | '04  | '05  | '06  | '07 | '08  | '09  | '10  |
| ------------------------------------------------- | ---- | ---- | ------- | ---- | ---- | ---- | --- | ---- | ---- | ---- |
| Let's dance                                       | 1846 | -    | -       | -    | -    | -    | -   | -    | -    | -    |
| Miss Wonderful                                    | 1512 | 1505 | -       | 1791 | 1571 | 1770 | -   | 1986 | 1836 | 1906 |

1. ↑  Een '-' betekent dat het nummer niet was genoteerd en een vetgedrukt getal geeft de hoogste notering van een nummer aan.
2. ↑  2000 was het eerste jaar met een notering voor Wally Tax.
3. ↑  Deze tabel is bijgewerkt tot en met de laatste editie (2024).